# Ai'a Api
Ai'a Api (tahitià Pàtria Nova) és un partit polític de la Polinèsia Francesa, fundat el 1982 i dirigit per Émile Vernaudon, dissident d'E'a Api. Ideològicament és proper al Partit Radical d'Esquerra francès. A les eleccions legislatives de Polinèsia Francesa de 2004 va formar part de la coalició Unió per la Democràcia, que va obtenir 27 escons i la presidència per a Oscar Temaru. A les eleccions de 2008 es presentà formant part de la coalició To Tatou Ai'a (Casa Nostra)